# Jiří Černota
Jiří Černota (* 25. dubna 1948) je bývalý český politik, v 90. letech 20. století poslanec Poslanecké sněmovny za ODS, později za Unii svobody.

## Biografie
Ve volbách v roce 1996 kandidoval do poslanecké sněmovny za ODS (volební obvod Severomoravský kraj). Nebyl ale zvolen. Do sněmovny nastoupil až dodatečně v prosinci 1997 jako náhradník poté, co kvůli aféře s financování ODS rezignoval na poslanecký mandát Libor Novák. Byl členem výboru pro veřejnou správu, regionální rozvoj a životní prostředí a rozpočtového výboru. Po nástupu do sněmovny zasedl do poslaneckého klubu ODS, ale krátce poté v lednu 1998 přešel do nově vzniklé Unie svobody.
Podílel se pak na budování struktur Unie svobody v regionu. Krajským koordinátorem Unie svobody byla jeho asistentka Gabriela Dreslerová a sídlem kontaktního sekretariátu US Ostravě byla Černotova poslanecká kancelář. V primárkách Unie svobody pro sněmovní volby 1998 ovšem skončil v kraji až na nevolitelném 15. místě.
Angažoval se v komunální politice. V roce 1996 se uvádí jako zástupce starosty městského obvodu Ostrava-Lhotka a předseda klubu ODS v zastupitelstvu města Ostravy. V komunálních volbách roku 1994 a komunálních volbách roku 1998 byl zvolen do zastupitelstva města Ostrava, v roce 1994 za ODS, roku 1998 za Unii svobody. Ve volbách roku 1998 byl neúspěšným kandidátem Unie svobody na post primátora Ostravy. Do tamního zastupitelstva pak kandidoval neúspěšně i v komunálních volbách roku 2002 a komunálních volbách roku 2006 za US-DEU. Profesně se uvádí jako projektant a vysokoškolský pedagog.
V roce 1999 byl zvolen předsedou dozorčí rady podniku Severomoravská energetika.
Závodně se od roku 1960 věnuje judu. V roce 2011 na Mistrovství České republiky v kategorii veteráni muži do 81 kg získal 1. místo.